# Heduíno Gomes
Heduíno Gomes (Ervidel, 1944), também conhecido como Eduíno Vilar, é um militante político e empresário português

## Biografia
Heduíno dos Santos Gomes nasceu em Ervidel em 1944, na província do Baixo Alentejo.
Enquanto estudante do Instituto Superior Técnico, em inícios da década de 60, Heduíno Gomes envolveu-se nas lutas políticas que dominavam a Universidade portuguesa. Exilado em Bruxelas, fez parte do CMLP, criado em 1964 por Francisco Martins Rodrigues. Em 1970, o CMLP transformou-se em Partido Comunista de Portugal (marxista-leninista) já sob a sua liderança. Com o pseudónimo de 'Vilar', foi o líder deste pequeno partido que tinha a sua base fundamental de militância em Paris.
Em Maio de 1974, o PCP (m-l) dividiu-se em dois partidos com o mesmo nome e editando um jornal, também com o mesmo título – Unidade Popular. Este partido, em 17 de Novembro de 1974, deu origem à Aliança Operário-Camponesa, de duração efémera, e entendia que os principais inimigos do povo eram o PCP de Álvaro Cunhal e o «social-imperialismo russo».
Nos anos 80, Heduíno Gomes abandonou a militância política de extrema-esquerda e tornou-se no empresário musical da mulher, a cantora Ana Faria. Dedicou-se também à recolha de repertório de música tradicional portuguesa para ser interpretada pelo grupo Terra a Terra e colaborou na produção dos discos dos Onda Choc, das Popeline e dos Jovens Cantores de Lisboa.
Em 1993, fundou o núcleo sportinguista Os Leões de Benfica e incentivou a fundação de vários núcleos sportinguistas a sul do rio Tejo, colaborando com o Departamento de Expansão do Sporting Clube de Portugal, para o qual elaborou manual para a fundação de núcleos. Em 1994, no último ano da direção de José de Sousa Cintra, fundou o Departamento Cultural do Sporting Clube de Portugal e foi seu diretor, tendo este departamento sido posteriormente extinto em 1995 pela direção Pedro Santana Lopes–José Roquette. A actividade deste Departamento foi efémera e por isso embrionária, conseguindo, ainda assim, a atribuição de dez bolsas de estudos superiores a jovens sportinguistas.
Actualmente Heduíno Gomes é militante do Partido Social Democrata (PSD), onde é frequentemente conotado com a facção mais conservadora. É também membro da plataforma Tribuna Leonina de apoio ao Sporting Clube de Portugal.

## Obras publicadas
- Gomes, Heduíno; Dois anos a contracorrente: informe apresentado ao VII Congresso do Partido Comunista de Portugal (M-L). Lisboa: Seara Vermelha, 1977. 71 pp.[nota 1]
- Gomes, Heduíno; Dez anos de Cavaquismo — Breve balanço da catástrofe tecnocrática (O contraditório proibido). Lisboa: QUOD Editor / Lusitânia Expresso. 32 pp.
- Gomes, Heduíno; As actividades trotskistas nas sociedades contemporâneas: O activismo dissoluto da ralé do comunismo e os apoios que recebe esta minoria activa do Bloco de Esquerda. Lisboa: QUOD Editor / Lusitânia Expresso. 32 pp.
- Gomes, Heduíno; Levantai hoje de novo o Sporting de Portugal — Questões de fundo do universo Sporting CP. Valores, prospectiva, estratégia.